# Håvard Sakariassen
Håvard Sakariassen (Bodø, 28 agosto 1976) è un ex calciatore norvegese, di ruolo attaccante.

## Carriera

### Club
Sakariassen iniziò la carriera con la maglia del Bodø/Glimt, per cui debuttò nella Tippeligaen il 24 settembre 1995: sostituì Per Ivar Steinbakk nella vittoria per 4-0 sullo Hødd. Giocò poi per l'Odd Grenland, nuovamente al Bodø/Glimt, al Gevir Bodø e all'Innstranden.
Nel 2003 passò al Moss, in 1. divisjon. Esordì in campionato il 13 aprile, nel pareggio a reti inviolate contro lo Haugesund. Il 27 aprile segnò la prima rete, nel 3-3 in casa del Bærum.
Nel 2005 tornò al Bodø/Glimt, nella Tippeligaen, e segnò le prime reti nella massima divisione il 5 maggio, nella vittoria per 3-2 sul Brann. Fu poi ingaggiato dal Bryne: esordì in squadra il 23 luglio 2006, sostituendo Allan Borgvardt nella vittoria per 6-3 sullo Sparta Sarpsborg. Il 27 agosto segnò una quaterna ai danni del Manglerud Star: furono le prime reti con la maglia del Bryne. Nel 2007 tornò nella Tippeligaen, in prestito allo Aalesund: giocò 8 incontri con questa maglia, senza reti all'attivo, la prima delle quali in data 2 settembre, nel successo per 3-1 sul Lyn Oslo.
Dal 2008, tornò al Bodø/Glimt a titolo definitivo. Il 3 agosto 2011, annunciò il ritiro dal calcio giocato.